# 埃捷里坎海峽
埃捷里坎海峽（Этерикан пролив）是俄羅斯的海峽，位於小利亞霍夫島和大利亞霍夫島之間，連接拉普捷夫海和東西伯利亞海，由薩哈共和國負責管轄，長約30公里，該海峽全年結冰。